# 玉泉村開基福德祠
24°30′54″N 120°49′29″E / 24.515069°N 120.824663°E
玉泉村開基福德祠，又稱玉泉村樟樹伯公廟，是位於臺灣苗栗縣公館鄉玉泉村的土地祠，土地公稱為「樟樹伯公」，因拓寬台6線樟樹伯公段，而以農產品直銷中心名義遷移重建。

## 沿革
玉泉村開基福德祠原位在後汶公路與麻薺寮道路口，傳說是為了紀念昔日玉泉村一位樂善好施的白姓富人而建，又稱「玉泉村樟樹伯公廟」。該廟伯公本稱為「開基伯公」，因廟後有一棵大樟樹而改稱「樟樹伯公」；後大樟樹遭火燒而砍除，再補種兩棵樟樹。

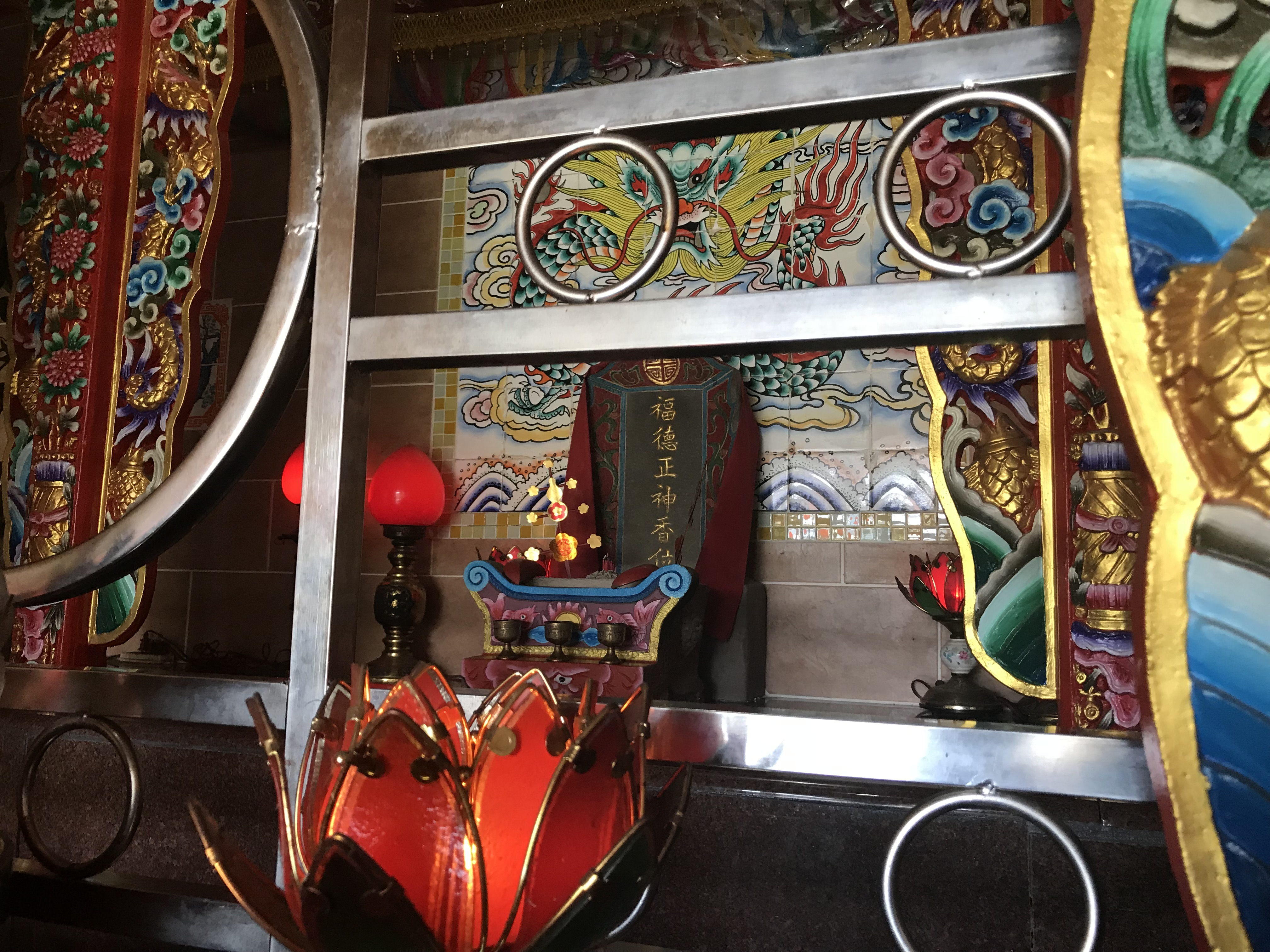
樟樹伯公神位

1995年8月，玉泉村村長林玉和指出，樟樹伯公很靈驗，雖管轄為玉泉村，但不少外村民經常來此上香。林玉和說，在民國卅多年間整建時，路東、路西居民且為了廟宇橫樑的頭尾應靠向那一邊起爭執，後來拆下刨平、不偏向任何一方才平息風波。
1994年，台灣省公路局計畫拓寬公館交流道至樟樹伯公段的台6線，樟樹伯公廟面臨拆除，村民對於僅補償新台幣140餘萬元難以購買新廟地而不滿，因此村長林玉和在該年9月1日招開會議，皆盼能夠提高有關補償、亦望一併協助該村興建活動中心。道路原預定1995年6月底完成拓寬。苗栗縣政府表示，拓寬完工後中華民國總統李登輝將擇期前來剪綵，但因樟樹伯公廟而影響進度，令台灣省公路局困擾。地方曾選擇5處作為遷建地，經擲筊決定蓋在廟後方的廢棄屠宰場用地；不過該地已於1995年4月6日由公館鄉戶政事務所向縣府申請作為新辦公廳舍，獲台灣省政府同意補助。
同時面臨了樟樹伯公廟、慈雲寺拒遷的台灣省公路局局長陳世圯，求助苗栗縣縣長何智輝。1995年7月7日，苗栗縣政府對這兩廟展開協調會。協調會由何智輝和台灣省公路局第二工程處處長張嘉德共同主持，公館鄉鄉長謝桂麟、苗栗縣政府建設局局長、苗栗縣政府建設局土木課課長等人參加，會中同意以原預定作公館鄉戶政事務所新辦公廳舍的屠宰場用地，以興建農產品直銷中心名義，改為樟樹伯公廟遷移之用。
廟方與地方民眾反對繼續保有舊廟風貌，加以原來磚石、木樑已腐蝕、不能全部保留繼續使用，決定以鋼筋水泥建新廟。建廟經費建也獲得相關單位足額補償。同年8月24日，台灣省文獻委員會副主任委員劉寧顏先後至舊、新廟了解改建情形，當場指出鋼筋水泥的新廟已失去原貌，呼籲應保留傳統客家建築風貌。12月21日，公館鄉公所再度函請縣府續向教育部申請樟樹伯公廟古物鑑定，以利古物的保存。後來部份古物運往新廟中加以保存。
1995年12月27日，舉行遷建圓廟福神登位大典，由林玉和等人擔任主祭舉行三獻禮。台六線樟樹伯公段至次年8月19日才開始全面封層。